# Marcus Titius
Marcus Titius was een Romeinse politicus (Consul suffectus in 31 v.Chr.) en legeraanvoerder aan het einde van de Republiek.
Rond 13/12 v.Chr. werd Titius gouverneur van Syria als opvolger van de goede vriend en admiraal van Octavianus, Marcus Vipsanius Agrippa. De Judese koning Herodes de Grote slaagde erin de ruzie tussen Titius en koning Archelaüs van Cappadocië bij te leggen toen hij Archelaüs vergezelde naar Antiochië en daar Titius ontmoette. Titius verwierf ook vier kinderen, vier kleinkinderen en twee schoondochters van de Parthische koning Phraates IV als gijzelingen. Het is onbekend wanneer Titius stierf.